# Ban Pong
Ban Pong (thai: บ้านโป่ง) er en by i provinsen Ratchaburi i det centrale Thailand. Befolkningen var i 2017 på 17.298.
Ban Pong er et jernbaneknudepunkt. Togene der passer gennem byen er fra Bangkok og Malaysia og Singapore. Eastern and Oriental Express, passerer også gennem byen.
Byen er hovedstad i distriktet af samme navn.

## Demografi
| År   | Befolkningstal |
| ---- | -------------- |
| 2005 | 18.966         |
| 2010 | 17.925         |
| 2014 | 17.692         |
| 2015 | 17.624         |
| 2017 | 17.298         |